# Danh sách đĩa nhạc của Ed Sheeran
Danh sách đĩa nhạc của ca sĩ-nhạc sĩ người Anh Ed Sheeran bao gồm ba album phòng thu, mười bốn EP, hai mươi tư đĩa đơn (trong đó có 11 đĩa đơn hợp tác) và hai mươi video âm nhạc.
Với khởi đầu là một nghệ sĩ nhạc indie tự thu âm và bán đĩa vào năm 2005, Sheeran phát hành 2 album và sáu EP. Những sản phẩm đầu tiên này giúp anh gây được nhiều phản hồi tích cực và ký hợp đồng với hãng thu âm Atlantic Records vào tháng 1 năm 2011. Ed Sheeran ra mắt đĩa đơn đầu tiên, "The A Team", vào ngày 12 tháng 6 năm 2011. Đĩa đơn ra mắt ở vị trí thứ ba trên UK Singles Chart và bán được 57.607 bản trong tuần đầu tiên phát hành. Ca khúc cũng giành được thành công quốc tế, lọt vào top 10 các bảng xếp hạng của Úc và New Zealand; lần lượt đạt cao nhất ở vị trí thứ hai và ba ở hai quốc gia này. Đĩa đơn thứ hai, "You Need Me I Don't Need You", ra mắt tháng 8 năm 2011 và xếp hạng cao nhất ở vị trí thứ 4 tại vương quốc Anh. Anh cho ra mắt album đầu tay của mình, +, vào ngày 9 tháng 9 năm 2011. Trong tuần đầu tiên phát hành, album xuất phát ngay ở vị trí thứ nhất trên UK Albums Chart và bán được trên 100 nghìn bản. Album đã được chứng nhận bạch kim 7 lần bởi British Phonographic Industry sau khi đạt doanh số 2,1 triệu bản. Ed Sheeran sau đó tiếp tục cho ra mắt bốn đĩa đơn khác trong album +, trong đó "Lego House" lọt vào top 5 tại Úc, New Zealand và Vương quốc Anh. "Drunk" được phát hành vào tháng 2 năm 2012 và đĩa đơn thứ tư của Ed Sheeran lọt vào top 10 khi nó đạt cao nhất ở vị trí thứ 9 tại Anh. "Small Bump" được phát hành tháng 5 cùng năm và lên được vị trí thứ 25 còn "Give Me Love", đĩa đơn cuối cùng trong album được phát hành tháng 11 và lên tới vị trí thứ 18 tại Anh.
Ed Sheeran phát hành album thứ hai của anh, x, vào mùa hè năm 2014. Album giành vị trí số một tại các bảng xếp hạng của Anh, Ireland, Úc, New Zealand, Hoa Kỳ, Đức, Canada, Phần Lan, Đan Mạch, Thụy Sĩ và Na Uy và là album được bán nhanh nhất tại Anh năm 2014 với 180.000 bản trong tuần đầu tiên phát hành. Năm đĩa đơn trong album đã được ra mắt: "Sing", "Don't", "Thinking Out Loud", "Bloodstream" (hợp tác với Rudimental), và "Photograph". × cũng là album bán chạy nhất năm ở Anh với gần 1,7 triệu bản.
Vào tháng 1 năm 2017 Sheeran cho ra mắt hai đĩa đơn là "Shape of You" và "Castle on the Hill". Album phòng thu thứ ba của anh ÷ được chính thức phát hành vào ngày 3 tháng 3 năm 2017, đứng ở vị trí số 1 ngay tuần đầu tiên tại 14 nước trong đó có Anh, nơi album tiêu thụ được 672.000 bản trong tuần đầu tiên để trở thành album bán nhanh nhất của một nam nghệ sĩ solo và có doanh thu tuần đầu cao thứ ba (sau 25 của Adele và Be Here Now của Oasis). Album cũng đạt vị trí quán quân ở Mỹ, Canada và Úc. Tất cả các bài hát trong album đều lọt vào top 20 của UK Singles Chart trong tuần đầu nhờ lượt stream cao. Sheeran cũng vượt qua kỷ lục về số hit trong top 10 UK Singles Chart (trong cùng một album) của Calvin Harris. Đĩa đơn thứ ba "Galway Girl" đạt vị trí thứ hai tại Anh.
Tính tới tháng 7 năm 2015, các sản phẩm âm nhạc của Ed Sheeran đạt trên 16,9 triệu lượt tải kĩ thuật số tại Hoa Kỳ.

## Album

### Album phòng thu
| Tên                                                                 | Chi tiết | Vị trí cao nhất | Vị trí cao nhất | Vị trí cao nhất | Vị trí cao nhất | Vị trí cao nhất | Vị trí cao nhất | Vị trí cao nhất | Vị trí cao nhất | Vị trí cao nhất | Vị trí cao nhất | Doanh số                                                        | Chứng nhận |
| Tên                                                                 | Chi tiết | UK              | AUS             | CAN             | DEN             | FRA             | GER             | IRE             | NZ              | SWE             | US              | Doanh số                                                        | Chứng nhận |
| ------------------------------------------------------------------- | --- | --------------- | --------------- | --------------- | --------------- | --------------- | --------------- | --------------- | --------------- | --------------- | --------------- | --------------------------------------------------------------- | --- |
| +                                                                   | - Phát hành: 9 tháng 9 năm 2011 - Hãng đĩa: Atlantic - Định dạng: CD, tải xuống, vinyl                                     | 1               | 1               | 5               | 13              | 44              | 12              | 1               | 1               | 19              | 5               | - WW: 4.000.000 - UK: 2.153.796 - US: 1.210.000                 | - BPI: 7× Bạch kim - ARIA: 6× Bạch kim - BVMI: Bạch kim - GLF: Bạch kim - IFPI DEN: Bạch kim - IRMA: 6× Bạch kim - MC: 2× Bạch kim - RIAA: 2× Bạch kim - RMNZ: 5× Bạch kim - SNEP: Vàng |
| ×                                                                   | - Phát hành: 23 tháng 6 năm 2014 - Hãng đĩa: Atlantic - Định dạng: CD, tải nhạc, vinyl                                     | 1               | 1               | 1               | 1               | 5               | 1               | 1               | 1               | 1               | 1               | - WW: 14.000.000 - UK: 3.009.639 - CAN: 240.000 - US: 2.170.000 | - BPI: 10× Bạch kim - ARIA: 9× Bạch kim - BVMI: 3× Bạch kim - GLF: Bạch kim - IFPI DEN: 5× Bạch kim - MC: 4× Bạch kim - RIAA: 4× Bạch kim - RMNZ: 9× Bạch kim - SNEP: 2× Bạch kim       |
| ÷                                                                   | - Phát hành: 3 tháng 3 năm 2017 - Hãng đĩa: Atlantic - Định dạng: CD, tải nhạc, vinyl                                      | 1               | 1               | 1               | 1               | 1               | 1               | 1               | 1               | 1               | 1               | - UK: 1.180.000 - US: 743.000                                   | - BPI: 6× Bạch kim - ARIA: 4× Bạch kim - BVMI: 2× Bạch kim - GLF: 2× Bạch kim - IFPI DEN: 3× Bạch kim - MC: Bạch kim - RIAA: Bạch kim - RMNZ: 4× Bạch kim - SNEP: 2× Bạch kim           |
| No.6 Collaborations Project                                         | - Phát hành: 12 tháng 7 năm 2019 - Hãng đĩa: Atlantic, Asylum - Định dạng: CD, cassette, tải nhạc, vinyl, phát trực tuyến  | 1               | 1               | 1               | 2               | 2               | 2               | 1               | 1               | 1               | 1               | - UK: 966,301 - FRA: 27,600 - US: 251,000                       | - BPI: 3× Bạch kim - ARIA: 2× Bạch kim - BVMI: Vàng - IFPI DEN: 2× Bạch kim - MC: 3× Bạch kim - RIAA: Bạch kim - RMNZ: 3× Bạch kim - SNEP: Bạch kim                                     |
| =                                                                   | - Phát hành: 29 tháng 10 năm 2021 - Hãng đĩa: Atlantic, Asylum - Định dạng: CD, cassette, tải nhạc, vinyl, phát trực tuyến | 1               | 1               | 1               | 1               | 1               | 1               | 1               | 1               | 1               | 1               | - UK: 908,029 - US: 230,000                                     | - BPI: 3× Bạch kim - ARIA: Bạch kim - BVMI: Vàng - IFPI DEN: 2x Bạch kim - MC: 3x Bạch kim - RMNZ: 2× Bạch kim - SNEP: 2× Bạch kim                                                      |
| −                                                                   | - Phát hành: 5 tháng 5 năm 2023 - Hãng đĩa: Atlantic, Asylum - Định dạng: CD, cassette, tải nhạc, vinyl, phát trức tuyến   | 1               | 1               | 2               | 2               | 1               | 1               | 1               | 1               | 1               | 2               |                                                                 | - BPI: Bạc |
| "—" có nghĩa là không phát hành hoặc không xếp hạng tại khu vực đó. | |                 |                 |                 |                 |                 |                 |                 |                 |                 |                 |                                                                 | |

### Album video
| Jumpers for Goalposts: Live at Wembley Stadium[A] | - Phát hành: 13 tháng 11 năm 2015 - Hãng đĩa: Atlantic - Định dạng: Blu-ray | 4 | 6 | 16 | 90 | 9 |

Ghi chú
- A^  Bao gồm vị trí trên các bảng xếp hạng video âm nhạc, ngoại trừ Đức vì Jumpers gia nhập bảng xếp hạng album.

### Box set
| Tên | Chi tiết                                                                                         | Vị trí cao nhất | Vị trí cao nhất |
| Tên | Chi tiết                                                                                         | AUS             | US              |
| --- | ------------------------------------------------------------------------------------------------ | --------------- | --------------- |
| 5   | - Phát hành: 12 tháng 5 năm 2015 - Hãng đĩa: Atlantic, Gingerbread Man - Định dạng: CD, tải nhạc | 17              | 30              |

### Đĩa mở rộng
| Tên                                                               | Chi tiết                                                                                     | Vị trí cao nhất | Vị trí cao nhất | Vị trí cao nhất | Chứng nhận |
| Tên                                                               | Chi tiết                                                                                     | UK              | AUS             | IRE             | Chứng nhận |
| ----------------------------------------------------------------- | -------------------------------------------------------------------------------------------- | --------------- | --------------- | --------------- | ---------- |
| The Orange Room                                                   | - Phát hành: 1 tháng 1 năm 2005 - Hãng đĩa: Ed Sheeran - Định dạng: Tải nhạc kĩ thuật số, CD | —               | —               | —               |            |
| Ed Sheeran                                                        | - Phát hành: 22 tháng 3 năm 2006 - Hãng đĩa: Ed Sheeran - Định dạng: Tải nhạc, CD            | —               | —               | —               |            |
| Want Some?                                                        | - Phát hành: 29 tháng 6 năm 2007 - Hãng đĩa: Ed Sheeran - Định dạng: Tải nhạc, CD            | —               | —               | —               |            |
| You Need Me                                                       | - Phát hành: 2 tháng 11 năm 2009 - Hãng đĩa: Ed Sheeran - Định dạng: Tải nhạc, CD            | 142             | —               | —               |            |
| Loose Change                                                      | - Phát hành: 7 tháng 2 năm 2010 - Hãng đĩa: Ed Sheeran - Định dạng: Tải nhạc, CD             | 90              | 83              | 39              | - BPI: Bạc |
| Songs I Wrote with Amy                                            | - Phát hành: 4 tháng 4 năm 2010 - Hãng đĩa: Ed Sheeran - Định dạng: Tải nhạc, CD             | 199             | —               | —               |            |
| Live at the Bedford                                               | - Phát hành: 2010 - Hãng đĩa: Ed Sheeran - Định dạng: Tải nhạc, CD, CD+DVD                   | —               | —               | —               |            |
| No. 5 Collaborations Project                                      | - Phát hành: ngày 10 tháng 1 năm 2011 - Hãng đĩa: Ed Sheeran - Định dạng: Tải nhạc, CD       | 46              | —               | —               |            |
| One Take EP                                                       | - Phát hành: 7 tháng 4 năm 2011 - Hãng đĩa: Atlantic - Định dạng: Tải nhạc                   | —               | —               | —               |            |
| iTunes Festival: London 2011                                      | - Phát hành: 11 tháng 7 năm 2011 - Hãng đĩa: Atlantic - Định dạng: Tải nhạc                  | 177             | —               | —               |            |
| Thank You                                                         | - Phát hành: 18 tháng 9 năm 2011 - Hãng đĩa: Atlantic - Định dạng: Tải nhạc                  | —               | —               | —               |            |
| The Slumdon Bridge (với Yelawolf)                                 | - Phát hành: 14 tháng 2 năm 2012 - Hãng đĩa: Atlantic - Định dạng: Tải nhạc                  | —               | —               | —               |            |
| iTunes Festival: London 2012                                      | - Phát hành: 15 tháng 9 năm 2012 - Hãng đĩa: Atlantic - Định dạng: Tải nhạc                  | 191             | —               | —               |            |
| "—" có nghĩa EP đó không được xếp hạng hoặc không được phát hành. |                                                                                              |                 |                 |                 |            |

## Đĩa đơn

### Đĩa đơn chính
| "The A Team"                                           | 2011 | 3  | 2  | 29 | —  | 43 | 9  | 3  | 3  | 27 | 16 | - BPI: 2× Bạch kim - ARIA: 6× Bạch kim - BVMI: Vàng - GLF: 2× Bạch kim - IFPI DEN: Bạch kim - MC: 2× Bạch kim - RIAA: 3× Bạch kim - RMNZ: Bạch kim                              | +                                   |
| "You Need Me, I Don't Need You"                        | 2011 | 4  | 74 | —  | —  | —  | —  | 19 | —  | —  | —  | - BPI: Vàng | +                                   |
| "Lego House"                                           | 2011 | 5  | 4  | 54 | —  | —  | 51 | 5  | 5  | —  | 42 | - BPI: Bạch kim - ARIA: 6× Bạch kim - IFPI DEN: Bạch kim - MC: Vàng - RIAA: Bạch kim - RMNZ: Bạch kim                                                                           | +                                   |
| "Drunk"                                                | 2012 | 9  | 9  | —  | —  | —  | —  | 7  | 23 | —  | —  | - BPI: Bạch kim - ARIA: 2× Bạch kim - IFPI DEN: Vàng - RIAA: Vàng - RMNZ: Vàng                                                                                                  | +                                   |
| "Small Bump"                                           | 2012 | 25 | 14 | —  | —  | —  | —  | 17 | 11 | —  | —  | - BPI: Vàng - ARIA: Bạch kim - IFPI DEN: Vàng - RMNZ: Vàng | +                                   |
| "Give Me Love"                                         | 2012 | 18 | 9  | 94 | —  | —  | 71 | 10 | 12 | —  | —  | - BPI: Vàng - ARIA: 4× Bạch kim - IFPI DEN: Vàng - MC: Vàng - RIAA: Bạch kim - RMNZ: Bạch kim                                                                                   | +                                   |
| "I See Fire"                                           | 2013 | 13 | 10 | 21 | 3  | 72 | 2  | 8  | 1  | 1  | —  | - BPI: Bạch kim - ARIA: 2× Bạch kim - GLF: 4× Bạch kim - IFPI DEN: 4× Bạch kim - RMNZ: 4× Bạch kim                                                                              | The Hobbit: The Desolation of Smaug |
| "Sing"                                                 | 2014 | 1  | 1  | 4  | 15 | 5  | 7  | 1  | 1  | 22 | 13 | - BPI: 2× Bạch kim - ARIA: 3× Bạch kim - GLF: Bạch kim - BVMI: Vàng - IFPI DEN: Bạch kim - MC: 2× Bạch kim - RIAA: 2× Bạch kim - RMNZ: Bạch kim                                 | ×                                   |
| "Don't"                                                | 2014 | 8  | 4  | 7  | 8  | 41 | 17 | 11 | 6  | 22 | 9  | - BPI: Bạch kim - ARIA: 2× Bạch kim - BVMI: Vàng - GLF: Bạch kim - IFPI DEN: Bạch kim - MC: 3× Bạch kim - RIAA: 2× Bạch kim - RMNZ: Bạch kim                                    | ×                                   |
| "Thinking Out Loud"                                    | 2014 | 1  | 1  | 2  | 1  | 4  | 6  | 1  | 1  | 2  | 2  | - BPI: 4× Bạch kim - ARIA: 9× Bạch kim - BVMI: Bạch kim - GLF: Bạch kim - IFPI DEN: 4× Bạch kim - MC: 9× Bạch kim - RIAA: 9× Bạch kim - RMNZ: 6× Bạch kim - SNEP: Vàng          | ×                                   |
| "Bloodstream" (với Rudimental)                         | 2015 | 2  | 7  | —  | —  | —  | —  | 13 | 2  | —  | —  | - BPI: Bạch kim - ARIA: 2× Bạch kim - IFPI DEN: Vàng - MC: Vàng - RMNZ: Bạch kim                                                                                                | ×                                   |
| "Photograph"                                           | 2015 | 15 | 9  | 4  | 8  | 9  | 4  | 3  | 8  | 20 | 10 | - BPI: 2× Bạch kim - ARIA: 3× Bạch kim - BVMI: 3× Vàng - GLF: Bạch kim - IFPI DEN: 2× Bạch kim - MC: 5× Bạch kim - RIAA: 2× Bạch kim - RMNZ: 2× Bạch kim                        | ×                                   |
| "Castle on the Hill"                                   | 2017 | 2  | 2  | 2  | 2  | 3  | 2  | 2  | 2  | 2  | 6  | - BPI: 2× Bạch kim - ARIA: 4× Bạch kim - BVMI: Vàng - GLF: 4× Bạch kim - IFPI DEN: Bạch kim - MC: 3× Bạch kim - RIAA: Bạch kim - RMNZ: Bạch kim - SNEP: Bạc                     | ÷                                   |
| "Shape of You"                                         | 2017 | 1  | 1  | 1  | 1  | 1  | 1  | 1  | 1  | 1  | 1  | - BPI: 4× Bạch kim - ARIA: 7× Bạch kim - BVMI: Kim cương - GLF: 9× Bạch kim - IFPI DEN: 2× Bạch kim - MC: 9× Bạch kim - RIAA: 4× Bạch kim - RMNZ: 3× Bạch kim - SNEP: Kim cương | ÷                                   |
| "Galway Girl"                                          | 2017 | 2  | 2  | 16 | 2  | 35 | 5  | 1  | 3  | 3  | 53 | - BPI: Bạch kim - ARIA: 2× Bạch kim - BVMI: Bạch kim - GLF: 3× Bạch kim - IFPI DEN: Bạch kim - MC: Bạch kim - RIAA: Vàng - RMNZ: Bạch kim - SNEP: Vàng                          | ÷                                   |
| "—" có nghĩa đĩa đơn đó không phát hành hoặc xếp hạng. |      |    |    |    |    |    |    |    |    |    |    | |                                     |

### Đĩa đơn hợp tác
| Tên | Năm  | Vị trí cao nhất | Vị trí cao nhất | Vị trí cao nhất | Vị trí cao nhất | Vị trí cao nhất | Vị trí cao nhất | Vị trí cao nhất | Vị trí cao nhất | Vị trí cao nhất | Vị trí cao nhất | Chứng nhận | Album                       |
| Tên | Năm  | UK              | AUS             | CAN             | DEN             | FRA             | GER             | IRE             | NZ              | SWE             | US              | Chứng nhận | Album                       |
| --- | ---- | --------------- | --------------- | --------------- | --------------- | --------------- | --------------- | --------------- | --------------- | --------------- | --------------- | --- | --------------------------- |
| "If I Could" (Wiley hợp tác với Ed Sheeran)                                                                                   | 2011 | —               | —               | —               | —               | —               | —               | —               | —               | —               | —               | | Chill Out Zone              |
| "Young Guns" (Lewi White hợp tác với Ed Sheeran, Yasmin, Griminal và Devlin)                                                  | 2011 | 86              | —               | —               | —               | —               | —               | —               | —               | —               | —               | | Không album                 |
| "Teardrop" (một phần của The Collective)                                                                                      | 2011 | 24              | —               | —               | —               | —               | —               | —               | —               | —               | —               | | We Are the Collective       |
| "Hush Little Baby" (Wretch 32 hợp tác với Ed Sheeran)                                                                         | 2012 | 35              | —               | —               | —               | —               | —               | 72              | —               | —               | —               | | Black and White             |
| "Dreamers" (Rizzle Kicks hợp tác với Pharoahe Monch, Hines, Professor Green, Ed Sheeran, Dappy, Foreign Beggars và Chali 2na) | 2012 | 105             | —               | —               | —               | —               | —               | —               | —               | —               | —               | | Stereo Typical              |
| "Watchtower" (Devlin hợp tác với Ed Sheeran)                                                                                  | 2012 | 7               | —               | —               | —               | 175             | —               | 73              | —               | —               | —               | | A Moving Picture            |
| "Wish You Were Here" (Richard Jones, Nick Mason, Mike Rutherford, David Arnold và Ed Sheeran)                                 | 2012 | 34              | —               | —               | —               | —               | —               | 59              | —               | —               | —               | | A Symphony of British Music |
| "Everything Has Changed" (Taylor Swift hợp tác với Ed Sheeran)                                                                | 2012 | 7               | 28              | 28              | —               | —               | —               | 5               | 22              | —               | 32              | - BPI: Vàng - ARIA: Bạch kim - RIAA: Bạch kim - RMNZ: Vàng                                                            | Red                         |
| "Old School Love" (Lupe Fiasco hợp tác với Ed Sheeran)                                                                        | 2013 | —               | 23              | 100             | —               | —               | —               | —               | 17              | —               | 93              | - ARIA: Vàng | Không album                 |
| "All About It" (Hoodie Allen hợp tác với Ed Sheeran)                                                                          | 2014 | —               | —               | —               | —               | —               | 9               | —               | 30              | —               | 71              | | People Keep Talking         |
| "Lay It All on Me" (Rudimental hợp tác với Ed Sheeran)                                                                        | 2015 | 12              | 7               | 29              | 26              | —               | 31              | 5               | 5               | 17              | 48              | - BPI: Bạch kim - ARIA: 2× Bạch kim - BVMI: Vàng - IFPI DEN: Bạch kim - MC: Bạch kim - RIAA: Vàng - RMNZ: 2× Bạch kim | We the Generation           |
| "Reuf" (Nekfeu hợp tác với Ed Sheeran)                                                                                        | 2015 | —               | —               | —               | —               | 72              | —               | —               | —               | —               | —               | | Feu                         |
| "—" có nghĩa đĩa đơn đó không phát hành hoặc xếp hạng.                                                                        |      |                 |                 |                 |                 |                 |                 |                 |                 |                 |                 | |                             |

### Đĩa đơn quảng bá
| "One"                                                                         | 2014 | 18 | 72 | 32 | —  | 121 | 79 | 54 | —  | —  | 87 | - BPI: Vàng                              | ×                          |
| "Afire Love"                                                                  | 2014 | 59 | —  | 41 | 5  | 37  | —  | 82 | —  | —  | 37 | - BPI:                                   | ×                          |
| "The Man"                                                                     | 2014 | 82 | —  | —  | 9  | 49  | —  | 80 | —  | —  | —  |                                          | ×                          |
| "Make It Rain"                                                                | 2014 | 38 | 26 | 27 | —  | 103 | —  | 58 | 23 | —  | 34 |                                          | Sons of Anarchy            |
| "Growing Up (Sloane's Song)" (Macklemore & Ryan Lewis hợp tác với Ed Sheeran) | 2015 | —  | —  | —  | —  | —   | —  | —  | —  | —  | —  |                                          | This Unruly Mess I've Made |
| "How Would You Feel (Paean)"                                                  | 2017 | 2  | 2  | 19 | 18 | 84  | 27 | 5  | 6  | 30 | 41 | - BPI: Bạc - ARIA: Bạch kim - RMNZ: Vàng | ÷                          |
| "—" có nghĩa là không xếp hạng hoặc phát hành.                                |      |    |    |    |    |     |    |    |    |    |    |                                          |                            |

## Các ca khúc khác
| "Little Bird"                                                                          | 2011 | 186 | —   | —  | —  | —   | —  | —  | —  | —  | —  |                                                                      | Loose Change                                  |
| "Cold Coffee"                                                                          | 2011 | 191 | —   | —  | —  | —   | —  | —  | —  | —  | —  |                                                                      | Songs I Wrote with Amy                        |
| "Gold Rush"                                                                            | 2011 | 81  | —   | —  | —  | —   | —  | 97 | —  | —  | —  |                                                                      | +                                             |
| "Autumn Leaves"                                                                        | 2011 | 84  | —   | —  | —  | —   | —  | —  | —  | —  | —  |                                                                      | +                                             |
| "Sunburn"                                                                              | 2011 | 140 | —   | —  | —  | —   | —  | —  | —  | —  | —  |                                                                      | +                                             |
| "Kiss Me"                                                                              | 2011 | 163 | —   | —  | —  | —   | —  | 94 | 29 | —  | —  | - BPI: Bạc - RIAA: Vàng                                              | +                                             |
| "Grade 8"                                                                              | 2011 | 181 | —   | —  | —  | —   | —  | —  | —  | —  | —  |                                                                      | +                                             |
| "U.N.I."                                                                               | 2011 | 175 | —   | —  | —  | —   | —  | —  | —  | —  | —  |                                                                      | +                                             |
| "Wake Me Up"                                                                           | 2011 | 190 | —   | —  | —  | —   | —  | —  | —  | —  | —  |                                                                      | +                                             |
| "Friends"                                                                              | 2014 | 121 | —   | —  | —  | —   | —  | —  | —  | —  | —  |                                                                      | Sing                                          |
| "Candle in the Wind"                                                                   | 2014 | —   | —   | —  | —  | —   | —  | —  | 38 | —  | —  |                                                                      | Goodbye Yellow Brick Road: Revisited & Beyond |
| "All of the Stars"                                                                     | 2014 | 46  | —   | 67 | —  | 130 | 66 | 29 | —  | —  | —  | - RIAA: Vàng                                                         | The Fault in Our Stars                        |
| "Bloodstream"                                                                          | 2014 | 60  | —   | 60 | 7  | 39  | —  | 57 | —  | —  | —  |                                                                      | ×                                             |
| "I'm a Mess"                                                                           | 2014 | 49  | —   | —  | —  | —   | —  | 62 | —  | 60 | —  | - BPI: Bạc - IFPI DEN: Vàng                                          | ×                                             |
| "Tenerife Sea"                                                                         | 2014 | 62  | —   | —  | —  | —   | —  | 53 | —  | —  | —  | - BPI: Vàng - IFPI DEN: Vàng - RIAA: Vàng                            | ×                                             |
| "Take It Back"                                                                         | 2014 | 85  | —   | —  | —  | —   | —  | —  | —  | —  | —  |                                                                      | ×                                             |
| "Nina"                                                                                 | 2014 | 57  | —   | —  | —  | —   | —  | 75 | —  | —  | —  | - BPI: Bạc                                                           | ×                                             |
| "Runaway"                                                                              | 2014 | 71  | —   | —  | —  | —   | —  | —  | —  | —  | —  | - BPI: Bạc                                                           | ×                                             |
| "Even My Dad Does Sometimes"                                                           | 2014 | 144 | —   | —  | —  | —   | —  | —  | —  | —  | —  |                                                                      | ×                                             |
| "Shirtsleeves"                                                                         | 2014 | 195 | —   | —  | —  | —   | —  | —  | —  | —  | —  |                                                                      | ×                                             |
| "Everything You Are"                                                                   | 2014 | 171 | —   | —  | —  | —   | —  | —  | —  | —  | —  |                                                                      | Don't                                         |
| "I Will Take You Home"                                                                 | 2015 | 69  | —   | —  | —  | —   | —  | 50 | —  | —  | —  |                                                                      | Bloodstream                                   |
| "I Was Made for Loving You" (Tori Kelly hợp tác với Ed Sheeran)                        | 2015 | 142 | —   | 64 | —  | —   | —  | —  | 21 | —  | —  |                                                                      | Unbreakable Smile                             |
| "Dark Times" (The Weeknd hợp tác với Ed Sheeran)                                       | 2015 | 92  | —   | —  | —  | —   | —  | 73 | —  | 60 | 91 |                                                                      | Beauty Behind the Madness                     |
| "Touch and Go"                                                                         | 2015 | —   | 100 | —  | —  | —   | —  | —  | —  | —  | —  |                                                                      | × (Wembley Edition)                           |
| "Dive"                                                                                 | 2017 | 8   | 5   | 19 | 13 | 67  | 23 | 11 | 4  | 28 | 49 | - BPI: Bạc - ARIA: Bạch kim - RMNZ: Vàng                             | ÷                                             |
| "Perfect"                                                                              | 2017 | 4   | 6   | 14 | 12 | 43  | 13 | 7  | 6  | 18 | 37 | - BPI: Vàng - ARIA: Bạch kim - GLF: Bạch kim - MC: Vàng - RMNZ: Vàng | ÷                                             |
| "Happier"                                                                              | 2017 | 6   | 16  | 22 | 11 | 73  | 16 | 5  | 11 | 9  | 59 | - BPI: Bạc - ARIA: Vàng - GLF: Bạch kim - MC: Vàng                   | ÷                                             |
| "New Man"                                                                              | 2017 | 5   | 20  | 21 | 15 | 83  | 20 | 5  | 13 | 29 | 72 | - BPI: Vàng                                                          | ÷                                             |
| "What Do I Know?"                                                                      | 2017 | 9   | 24  | 26 | 25 | 98  | 35 | 8  | 14 | 25 | 83 | - BPI: Vàng                                                          | ÷                                             |
| "Supermarket Flowers"                                                                  | 2017 | 8   | 19  | 31 | 26 | 109 | 29 | 9  | 16 | 39 | 75 | - BPI: Bạc - ARIA: Vàng                                              | ÷                                             |
| "Eraser"                                                                               | 2017 | 14  | 31  | 36 | 20 | 75  | 21 | 15 | 19 | 31 | 90 | - BPI: Bạc                                                           | ÷                                             |
| "Hearts Don't Break Around Here"                                                       | 2017 | 15  | 32  | 42 | 32 | 115 | 45 | 13 | 23 | 43 | 93 | - BPI: Bạc                                                           | ÷                                             |
| "Barcelona"                                                                            | 2017 | 12  | 36  | 45 | 33 | 129 | 42 | 10 | 26 | 48 | 96 | - BPI: Bạc                                                           | ÷                                             |
| "Nancy Mulligan"                                                                       | 2017 | 13  | 37  | 51 | 37 | 127 | 43 | 3  | 27 | 50 | —  | - BPI: Bạc                                                           | ÷                                             |
| "Bibia Be Ye Ye"                                                                       | 2017 | 18  | 39  | 57 | —  | 130 | 52 | 14 | 29 | 56 | —  | - BPI: Bạc                                                           | ÷                                             |
| "Save Myself"                                                                          | 2017 | 19  | 38  | 58 | —  | 161 | 56 | 16 | 30 | 57 | —  |                                                                      | ÷                                             |
| "—" có nghĩa bài hát đó không được xếp hạng hoặc không được phát hành tại quốc gia đó. |      |     |     |    |    |     |    |    |    |    |    |                                                                      |                                               |

## Video âm nhạc

### Video chính
| Tên                                                                                     | Năm  | Đạo diễn        |
| --------------------------------------------------------------------------------------- | ---- | --------------- |
| "Open Your Ears"                                                                        | 2006 | Không rõ        |
| "Last Night"                                                                            | 2007 | Không rõ        |
| "Let It Out"                                                                            | 2009 | Sylvie Varnier  |
| "The A Team"                                                                            | 2010 | Ruskin Kyle     |
| "You Need Me, I Don't Need You"                                                         | 2011 | Emil Nava       |
| "You Need Me, I Don't Need You" (Rizzle Kicks Remix)                                    | 2011 | TLoc            |
| "You Need Me, I Don't Need You" (True Tiger Remix hợp tác với Dot Rotten và Scrufizzer) | 2011 | Không rõ        |
| "Lego House"                                                                            | 2011 | Emil Nava       |
| "Drunk" (Official Fan Video)                                                            | 2012 | Không rõ        |
| "Drunk"                                                                                 | 2012 | Saman Kesh      |
| "Small Bump"                                                                            | 2012 | Emil Nava       |
| "Give Me Love"                                                                          | 2012 | Emil Nava       |
| "Give Me Love" (Trực tiếp tại Electric Picnic Festival)                                 | 2012 | Simon O'Neill   |
| "I See Fire"                                                                            | 2013 | Không rõ        |
| "One"                                                                                   | 2014 | Không rõ        |
| "All of the Stars"                                                                      | 2014 | DJay Brawner    |
| "Sing"                                                                                  | 2014 | Emil Nava       |
| "Don't"                                                                                 | 2014 | Emil Nava       |
| "Thinking Out Loud"                                                                     | 2014 | Emil Nava       |
| "Bloodstream" (với Rudimental)                                                          | 2015 | Emil Nava       |
| "Bloodstream" (Tour Video – với Rudimental)                                             | 2015 | Ben Anderson    |
| "Photograph"                                                                            | 2015 | Emil Nava       |
| "Castle on the Hill"                                                                    | 2017 | George Belfield |
| "Shape of You"                                                                          | 2017 | Jason Koenig    |
| "Galway Girl"                                                                           | 2017 | Jason Koenig    |

### Video hợp tác
| Tên                            | Nghệ sĩ                              | Năm  | Đạo diễn        |
| ------------------------------ | ------------------------------------ | ---- | --------------- |
| "Young Guns"                   | Lewi White, Yasmin, Griminal, Devlin | 2011 | Carly Cussen    |
| "Home"                         | Fugative, Sway                       | 2011 |                 |
| "Teardrop"                     | The Collective                       | 2011 |                 |
| "Suits"                        | Kasha Rae                            | 2012 | Dale Hooker     |
| "Hush Little Baby"             | Wretch 32                            | 2012 |                 |
| "Watchtower"                   | Devlin                               | 2012 | Corin Hardy     |
| "Everything Has Changed"       | Taylor Swift                         | 2013 | Philip Andelman |
| "Old School Love"              | Lupe Fiasco                          | 2013 | Coodie & Chike  |
| "All About It"                 | Hoodie Allen                         | 2014 | Jackson Adams   |
| "Do They Know It's Christmas?" | Band Aid 30                          | 2014 |                 |
| "Lay It All on Me"             | Rudimental                           | 2015 | Emil Nava       |

## Khách mời
| Tên                                           | Năm  | Nghệ sĩ khác                        | Album                                         |
| --------------------------------------------- | ---- | ----------------------------------- | --------------------------------------------- |
| "Sleeping with My Memories"                   | 2011 | Mz. Bratt                           | Elements                                      |
| "25 Tracks"                                   | 2012 | Mikill Pane                         | You Guest It                                  |
| "Heaven"                                      | 2012 | David Stewart                       | Late Night Viewing                            |
| "Deepest Shame (New Machine Remix)"           | 2012 | Plan B, Chip, Devlin                | Deepest Shame                                 |
| "Meanest Man"                                 | 2013 | Labrinth, Devlin, Wretch 32, ShezAr | Atomic                                        |
| "Top Floor (Cabana)"                          | 2013 | Naughty Boy                         | Hotel Cabana                                  |
| "Guiding Light"                               | 2013 | Foy Vance                           | Joy of Nothing                                |
| "Play It Loud"                                | 2013 | Giggs                               | When Will It Stop                             |
| "Back Someday"                                | 2013 | Sway                                | Wake Up                                       |
| "Candle in the Wind"                          | 2014 | Elton John                          | Goodbye Yellow Brick Road: Revisited & Beyond |
| "Be My Forever"                               | 2014 | Christina Perri                     | Head or Heart                                 |
| "All of the Stars"                            | 2014 | không có                            | The Fault in Our Stars                        |
| "Type of Shit I Hate/Interlude"               | 2014 | Ty Dolla $ign, Fabolous, YG         | $ign Language                                 |
| "Rewind Repeat It"                            | 2015 | Martin Garrix                       | +x                                            |
| "I Was Made for Loving You"                   | 2015 | Tori Kelly                          | Unbreakable Smile                             |
| "Dreams"                                      | 2015 | Krept and Konan                     | The Long Way Home                             |
| "Reuf"                                        | 2015 | Nekfeu                              | Feu                                           |
| "Dark Times"                                  | 2015 | The Weeknd                          | Beauty Behind the Madness                     |
| "Save It"                                     | 2015 | Tory Lanez                          | Chixtape III                                  |
| "I Will Be There" (với tên Angelo Mysterioso) | 2016 | Eric Clapton                        | I Still Do                                    |